# Música de Final Fantasy I y II
Final fantasy, a menudo denominado Final Fantasy I fue el primer videojuego de la popular franquicia japonesa creada por Hironobu Sakaguchi, y Final Fantasy II fue su secuela. La primera versión de ambos juegos salió a la venta para la consola NES. Y en varias ocasiones han salido a la venta ambos juegos como parte de un solo paquete.

## All Sounds of Final Fantasy I & II
El álbum original de la banda sonora de los dos primeros juegos de la saga fue puesto a la venta el 21 de diciembre de 1988, tanto en formato de casete como CD. Una versión en CD fue reimpresa para el 25 de marzo de 1994, todos los temas compuestos por Nobuo Uematsu y las pistas 1 y 49 arregladas por Michiaki Kato.
| All Sounds of Final Fantasy I |                                  |          |  |
| N.º                           | Título                           | Duración |  |
| 1.                            | «Welcome to Final Fantasy World» | 6:56     |  |
| 2.                            | «Prelude»                        | 0:52     |  |
| 3.                            | «Opening Theme»                  | 1:25     |  |
| 4.                            | «Cornelia Castle»                | 0:47     |  |
| 5.                            | «Main Theme»                     | 1:01     |  |
| 6.                            | «Chaos Temple»                   | 1:00     |  |
| 7.                            | «Matoya's Cave»                  | 1:12     |  |
| 8.                            | «Town»                           | 0:52     |  |
| 9.                            | «Shop Theme»                     | 0:59     |  |
| 10.                           | «Sailing Ship»                   | 0:48     |  |
| 11.                           | «Underwater Palace»              | 1:27     |  |
| 12.                           | «Dungeon»                        | 0:56     |  |
| 13.                           | «Menu Screen»                    | 0:40     |  |
| 14.                           | «Airship»                        | 0:49     |  |
| 15.                           | «Gurgu Volcano»                  | 1:12     |  |
| 16.                           | «The Floating Castle»            | 1:13     |  |
| 17.                           | «Battle Scene»                   | 1:35     |  |
| 18.                           | «Victory!»                       | 0:38     |  |
| 19.                           | «Ending Theme»                   | 1:49     |  |
| 20.                           | «Dead Music»                     | 0:52     |  |
| 21.                           | «Save Music»                     |          |  |

| All Sounds of Final Fantasy II |                                          |          |  |
| N.º                            | Título                                   | Duración |  |
| 22.                            | «Prelude»                                | 0:46     |  |
| 23.                            | «Battle 1»                               | 1:28     |  |
| 24.                            | «Revivification»                         | 0:23     |  |
| 25.                            | «We Meet Again»                          | 0:09     |  |
| 26.                            | «Rebel Army Theme»                       | 1:14     |  |
| 27.                            | «Town Theme»                             | 1:46     |  |
| 28.                            | «Main Theme»                             | 1:28     |  |
| 29.                            | «Castle Pandemonium»                     | 1:04     |  |
| 30.                            | «Imperial Army Theme»                    | 1:29     |  |
| 31.                            | «Chocobo Theme»                          | 0:24     |  |
| 32.                            | «Magician's Tower»                       | 1:25     |  |
| 33.                            | «Flee!»                                  | 0:20     |  |
| 34.                            | «The Old Castle»                         | 0:50     |  |
| 35.                            | «Dungeon»                                | 1:46     |  |
| 36.                            | «The Revived Emperor»                    | 0:27     |  |
| 37.                            | «Battle 2»                               | 2:10     |  |
| 38.                            | «Victory Fanfare»                        | 0:39     |  |
| 39.                            | «Finale»                                 | 3:09     |  |
| 40.                            | «Waltz»                                  | 0:40     |  |
| 41.                            | «The Queen's Temptation»                 | 0:28     |  |
| 42.                            | «Dead Music»                             | 0:49     |  |
| 43.                            | «Fanfare»                                | 0:06     |  |
| 44.                            | «Welcom to Our Group»                    | 0:07     |  |
| 45.                            | «Shop (Unreleased)»                      | 0:40     |  |
| 46.                            | «Airship (Unreleased)»                   | 0:56     |  |
| 47.                            | «Battle 3»                               | 1:57     |  |
| 48.                            | «Dungeon ~ The Magic House (Unreleased)» | 0:59     |  |
| 49.                            | «Farewell! Final Fantasy World»          | 7:24     |  |

## Final Fantasy & Final Fantasy II Original Soundtrack
La banda sonora de ambos juegos tuvo una primera edición el 23 de octubre de 2002 por DigiCube para la consola PlayStation, y una segunda edición por parte de Square Enix el 23 de septiembre de 2004 para la Game Boy Advance, todas las pistas fueron compuestas por Nobuo Uematsu, sin embargo la pista 21 del disco 2, conocida como Temptation of the Princess o The Queen's Temptation es una composición del gran pianista ruso Piotr Ilich Chaikovski, en la cual se usó parte de la melodía El lago de los cisnes, pero se hizo un arreglo diferente por parte de Tsuyoshi Sekito, quien también tiene crédito por la pista 2 de ambos discos.
| Disco 1 - Final Fantasy |                             |          |  |
| N.º                     | Título                      | Duración |  |
| 1.                      | «Opening Movie»             | 2:01     |  |
| 2.                      | «Opening Movie + SE»        | 2:01     |  |
| 3.                      | «Opening Demo»              | 1:57     |  |
| 4.                      | «The Prelude»               | 1:45     |  |
| 5.                      | «Opening Theme»             | 1:51     |  |
| 6.                      | «Cornelia castle»           | 2:15     |  |
| 7.                      | «Main Theme»                | 2:37     |  |
| 8.                      | «Chaos' Temple»             | 1:45     |  |
| 9.                      | «Matoya's Cave»             | 2:27     |  |
| 10.                     | «Town»                      | 1:53     |  |
| 11.                     | «Shop»                      | 1:21     |  |
| 12.                     | «Ship»                      | 1:37     |  |
| 13.                     | «Underwater Temple»         | 1:41     |  |
| 14.                     | «Dungeon»                   | 1:29     |  |
| 15.                     | «Menu Screen»               | 0:58     |  |
| 16.                     | «Airship»                   | 1:29     |  |
| 17.                     | «Gurgu Volcano»             | 2:35     |  |
| 18.                     | «Floating Castle»           | 2:27     |  |
| 19.                     | «Battle Scene»              | 1:39     |  |
| 20.                     | «Victory»                   | 0:49     |  |
| 21.                     | «Dead Music»                | 0:56     |  |
| 22.                     | «Save Music»                | 0:11     |  |
| 23.                     | «Church»                    | 1:57     |  |
| 24.                     | «Ruined Castle»             | 2:11     |  |
| 25.                     | «Lute»                      | 0:35     |  |
| 26.                     | «Bridge Building»           | 0:41     |  |
| 27.                     | «Deep Place»                | 0:17     |  |
| 28.                     | «Fanfare»                   | 0:08     |  |
| 29.                     | «Crystal Revival»           | 0:15     |  |
| 30.                     | «Getting an Important Item» | 0:09     |  |
| 31.                     | «Inn»                       | 1:21     |  |
| 32.                     | «Inside a Boss Battle»      | 1:33     |  |
| 33.                     | «Boss Battle A»             | 2:10     |  |
| 34.                     | «Boss Battle B»             | 2:13     |  |
| 35.                     | «Last Battle»               | 1:51     |  |
| 36.                     | «Ending Theme»              | 2:06     |  |

| Disco 2 - Final Fantasy II |                              |          |  |
| N.º                        | Título                       | Duración |  |
| 1.                         | «Opening Movie»              | 2:36     |  |
| 2.                         | «Opening Movie + SE»         | 2:39     |  |
| 3.                         | «Opening Theme»              | 1:28     |  |
| 4.                         | «The Prelude»                | 1:33     |  |
| 5.                         | «Battle Scene 1»             | 1:37     |  |
| 6.                         | «Revivification»             | 1:25     |  |
| 7.                         | «Reunion»                    | 0:12     |  |
| 8.                         | «Rebel Army Theme»           | 2:26     |  |
| 9.                         | «Town»                       | 1:56     |  |
| 10.                        | «Main Theme»                 | 2:50     |  |
| 11.                        | «Castle Pandemonium»         | 1:18     |  |
| 12.                        | «Imperial Army Theme»        | 2:54     |  |
| 13.                        | «Chocobo Theme»              | 0:31     |  |
| 14.                        | «Magician's Tower»           | 1:33     |  |
| 15.                        | «Run!»                       | 1:14     |  |
| 16.                        | «Ancient Castle»             | 2:44     |  |
| 17.                        | «Dungeon»                    | 1:54     |  |
| 18.                        | «Revived Emperor»            | 0:49     |  |
| 19.                        | «Victory»                    | 0:45     |  |
| 20.                        | «Waltz»                      | 0:50     |  |
| 21.                        | «Temptation of the Princess» | 1:47     |  |
| 22.                        | «Dead Music»                 | 0:56     |  |
| 23.                        | «Fanfare»                    | 0:08     |  |
| 24.                        | «Added Companion»            | 0:08     |  |
| 25.                        | «Inn»                        | 0:09     |  |
| 26.                        | «Battle Scene A»             | 2:24     |  |
| 27.                        | «Battle Scene B»             | 2:04     |  |
| 28.                        | «Battle Scene 2»             | 2:19     |  |
| 29.                        | «Finale»                     | 4:10     |  |

## Symphonic Suite Final Fantasy
Es un álbum que contiene algunas pistas de la banda sonora tanto de Final Fantasy como de Final Fantasy II, pero han sido orquestadas en su totalidad, el álbum está compuesto por 7 escenas, por supuesto compuestas por Nobuo Uematsu, pero esta vez el arreglo musical corrió a cargo de Katsuhisa Hattori de la 1ª a la 4ª escena y Takayuki Hattori se encargó de la 5ª a la 7ª escena. Salió a la venta el 25 de julio de 1989 y fue reeditado el 25 de marzo de 1994.
| Temas | |          |  |
| N.º   | Título | Duración |  |
| 1.    | «Scene I [Main Theme (Final Fantasy II)]»                                                                        | 4:19     |  |
| 2.    | «Scene II [Battle 2 (Final Fantasy II)]»                                                                         | 5:05     |  |
| 3.    | «Scene III [Opening Theme ~ Town ~ Matoya's Cavern (Final Fantasy)]»                                             | 6:09     |  |
| 4.    | «Scene IV [Finale (Final Fantasy II)]»                                                                           | 5:24     |  |
| 5.    | «Scene V ~ Prelude (Newly Released) [Main Theme ~ Chaos' Temple (Final Fantasy)]»                                | 8:15     |  |
| 6.    | «Scene VI [Gurgu Volcano (Final Fantasy) ~ Dungeon (Final Fantasy II) ~ Imperial Army Theme (Final Fantasy II)]» | 5:06     |  |
| 7.    | «Scene VII [Rebel Army Theme (Final Fantasy II)]»                                                                | 5:31     |  |

## Final Fantasy Original Soundtrack
Es la versión remasterizada algunos temas utilizados en la primera versión del juego, salió a la venta el 10 de mayo de 2005 y está disponible en iTunes. Todos los temas compuestos por Nobuo Uematsu y remasterizados por Minoru Akao.
| Temas |                       |          |  |
| N.º   | Título                | Duración |  |
| 1.    | «Prelude»             | 0:52     |  |
| 2.    | «Opening Theme»       | 1:25     |  |
| 3.    | «Cornelia Castle»     | 0:47     |  |
| 4.    | «Main Theme»          | 1:01     |  |
| 5.    | «Garland's Temple»    | 1:00     |  |
| 6.    | «Matoya's Cave»       | 1:12     |  |
| 7.    | «City Theme»          | 0:52     |  |
| 8.    | «Shop Theme»          | 0:59     |  |
| 9.    | «Sailing Shop»        | 0:48     |  |
| 10.   | «Underwater Palace»   | 1:27     |  |
| 11.   | «Dungeon»             | 0:59     |  |
| 12.   | «Menu Screen»         | 0:40     |  |
| 13.   | «Airship»             | 0:49     |  |
| 14.   | «Gurgu Volcano»       | 1:12     |  |
| 15.   | «The Floating Castle» | 1:13     |  |
| 16.   | «Battle Scene»        | 1:35     |  |
| 17.   | «Victory!»            | 0:38     |  |
| 18.   | «Ending Theme»        | 1:49     |  |
| 19.   | «Dead Music»          | 0:52     |  |
| 20.   | «Save Music»          | 0:07     |  |

## Final Fantasy II Original Soundtrack
Final Fantasy II Original Soundtrack es la versión remasterizada de algunas de las pistas originales del juego Final Fantasy II, este álbum salió a la venta el 10 de mayo de 2005, todos los temas están compuestos por Nobuo Uematsu y remasterizados por Minoru Akao.
| Temas |                        |          |  |
| N.º   | Título                 | Duración |  |
| 1.    | «Prelude»              | 0:46     |  |
| 2.    | «Battle 1»             | 1:28     |  |
| 3.    | «Revivification»       | 0:23     |  |
| 4.    | «We Meet Again»        | 0:09     |  |
| 5.    | «Rebel Army Theme»     | 1:14     |  |
| 6.    | «Town Theme»           | 1:46     |  |
| 7.    | «Main Theme»           | 1:28     |  |
| 8.    | «Castle Pandemonium»   | 1:04     |  |
| 9.    | «Imperial Army Theme»  | 1:29     |  |
| 10.   | «Chocobo Theme»        | 0:24     |  |
| 11.   | «Magician's Tower»     | 1:25     |  |
| 12.   | «Flee!»                | 0:20     |  |
| 13.   | «The Old Castle»       | 0:50     |  |
| 14.   | «Dungeon»              | 1:46     |  |
| 15.   | «The Revived Emperor»  | 0:27     |  |
| 16.   | «Battle 2»             | 2:10     |  |
| 17.   | «Victory Fanfare»      | 0:39     |  |
| 18.   | «Finale»               | 3:09     |  |
| 19.   | «Dead Music»           | 0:49     |  |
| 20.   | «Fanfare»              | 0:06     |  |
| 21.   | «Welcome to Our Group» | 0:07     |  |

## Error en Las Pistas
La pista referente al Santuario Hundido (Underwater Temple) fue erróneamente nombrada como Templo del Caos (Chaos Shrine), a su vez Santuario Hundido es el tema que se puede escuchar en el Templo del Caos que se encuentra en el pasado, este error se mantuvo en todas las versiones.